# Guillaume de l'Hôpital
Guillaume François Antoine, markiz de l'Hôpital, francoski plemič in matematik, * 1661, Pariz, Francija, † 2. februar 1704, Pariz.

## Življenje in delo
Njegov priimek zapisujejo tudi kot l'Hospital. Tudi sam ga je tako zapisoval, vendar je pozneje francoščina odvrgla nezveneč 's'. Pred samoglasnikom pa so dodali strešico.
L'Hôpital je hotel v vojaško službo za konjeniškega častnika, vendar je imel slabši vid in se je odločil za matematiko.
Sestavil je prvi učbenik višje matematike Analiza neskočno majhnih količin za razumevanje krivulj (l'Analyse des infiniments petits pour l'intelligence des lignes courbes) (1696). Učbenik vsebuje predavanja njegovega učitelja,  Johanna Bernoullija. Tu je Bernoulli razpravljal o nedoločenem izrazu 0/0. S ponovljenim odvajanjem je moč izraze prevesti na rešljive. Po njem se imenuje postopek za določevanje vrednosti takšnih nedoločenih izrazov racionalnih funkcij kot l'Hôpitalovo pravilo (oziroma l'Hospitalovo pravilo).
Ukvarjal se je z raznimi problemi matematične analize. Dal je eno od rešitev problema brahiostrome.
- Analyse des infiniment petits pour l'intelligence des lignes courbes
- Traité analytique